# Jan Veenhof
Jan Veenhof (ur. 28 stycznia 1969) – holenderski piłkarz występujący na pozycji obrońcy.

## Kariera piłkarska
Od 1988 do 2005 roku występował w FC Groningen, Omiya Ardija, Den Bosch, Tirana, Toronto Lynx i Veendam.